# Resolutie 786 Veiligheidsraad Verenigde Naties
Resolutie 786 van de Veiligheidsraad van de Verenigde Naties werd unaniem aangenomen op 10 november 1992.

## Achtergrond
In 1980 overleed de Joegoslavische leider Tito, die decennialang de bindende kracht was geweest tussen de zes deelstaten van het land. Na zijn dood kende het nationalisme een sterke opmars, en in 1991 verklaarden verschillende deelstaten zich onafhankelijk. Zo ook Bosnië en Herzegovina, waar in 1992 een burgeroorlog uitbrak tussen de Bosniakken, Kroaten en Serviërs. Deze oorlog, waarbij etnische zuiveringen plaatsvonden, ging door totdat er in 1995 vrede werd gesloten.

## Inhoud
De Veiligheidsraad:
- bevestigt resolutie 781;
- neemt nota van de secretaris-generaals rapport en brief;
- vindt een ban van militaire vluchten essentieel voor de veiligheid van humanitaire vluchten en een beslissende stap voor het beëindigen van de vijandelijkheden in het land;
- houdt rekening met de noodzaak van de snelle inzet van waarnemers op het terrein;
- is bezorgd om mogelijke schendingen van resolutie 781, en de technische onmogelijkheid om informatie daarover door te spelen;
- is vastberaden de veiligheid van humanitaire vluchten boven Bosnië en Herzegovina te verzekeren;

1. verwelkomt de voorhoede van militaire waarnemers van UNPROFOR en de waarnemingsmissie van de Europese Gemeenschap op vliegvelden in Bosnië en Herzegovina, Kroatië en Servië en Montenegro;
2. bevestigt de ban op militaire vluchten boven Bosnië en Herzegovina;
3. steunt de algemene operationele concepten in het rapport;
4. roept allen op om toelatingen voor vluchten te vragen aan UNPROFOR;
5. keurt de voorgestelde versterking van UNPROFOR goed;
6. herhaalt dat verdere maatregelen volgen bij schendingen van de ban op militaire vluchten;
7. besluit om actief op de hoogte te blijven.

## Verwante resoluties
- Resolutie 780 Veiligheidsraad Verenigde Naties
- Resolutie 781 Veiligheidsraad Verenigde Naties
- Resolutie 787 Veiligheidsraad Verenigde Naties
- Resolutie 795 Veiligheidsraad Verenigde Naties

Lijst ·  726 ·  727 ·  728 ·  729 ·  730 ·  731 ·  732 ·  733 ·  734 ·  735 ·  736 ·  737 ·  738 ·  739 ·  740 ·  741 ·  742 ·  743 ·  744 ·  745 ·  746 ·  747 ·  748 ·  749 ·  750 ·  751 ·  752 ·  753 ·  754 ·  755 ·  756 ·  757 ·  758 ·  759 ·  760 ·  761 ·  762 ·  763 ·  764 ·  765 ·  766 ·  767 ·  768 ·  769 ·  770 ·  771 ·  772 ·  773 ·  774 ·  775 ·  776 ·  777 ·  778 ·  779 ·  780 ·  781 ·  782 ·  783 ·  784 ·  785 ·  786 ·  787 ·  788 ·  789 ·  790 ·  791 ·  792 ·  793 ·  794 ·  795 ·  796 ·  797 ·  798 ·  799